# Nyfiken blomfluga
Nyfiken blomfluga (Eupeodes corollae) är en blomfluga som tillhör släktet fältblomflugor. 

## Kännetecken
Nyfiken blomfluga är mellan 6 och 10 millimeter lång. Liksom de flesta andra fältblomflugor är den svart med gula fläckar på bakkroppen och ger därmed ett getinglikt intryck (mimikry). De gula fläckarna på bakkroppen är stora och når i framkanten ut till bakkroppens kant. Hanens parfläckar på tergiterna tre och fyra är ibland förbundna med ett smalt gult band medan honans alltid är åtskilda. Liksom de flesta andra blomflugor så är hanens fasettögon sammanstötande medan honans är åtskilda. Hanens genitalier är stora och når oftast fram till sternit fyra (alltså undersidan på bakkroppssegment fyra).

## Levnadssätt
Nyfiken blomfluga lever på öppen mark som ängar, stränder, jordbruksmark, trädgårdar, parker och fjällhedar. Den är orädd för människor och kommer gärna fram till fikabordet i trädgården, därav det svenska namnet nyfiken blomfluga. Man kan se den hämta nektar och pollen på flockblommiga växter, men även på många andra blommor. Man kan i Sverige se den från början av maj till september, ibland längre. Den övervintrar inte i Sverige utan migrerar varje år norrut från Centraleuropa där den har övervintrat som puppa. I Sydeuropa kan den ses året runt. Larven lever på bladlöss på till exempel ärtväxter, bland annat olika arter av långrörsbladlöss. Vid god tillgång till bladlöss kan utvecklingen från ägg till fluga gå så snabbt som elva dygn.

## Utbredning
Nyfiken blomfluga kan bli väldigt talrik på sensommaren i Norden. Den finns i större delen av Europa, Asien och Afrika.

## Etymologi
Corollae är diminutivform av corona som betyder krans eller krona på latin.